# Brenac
Brenac är en kommun i departementet Aude i regionen Occitanien  i södra Frankrike. Kommunen ligger  i kantonen Quillan som ligger i arrondissementet Limoux. År 2018 hade Brenac 219 invånare.

## Befolkningsutveckling
Antalet invånare i kommunen Brenac
Referens: INSEE